# Mariafe Artacho del Solar
Mariafe Artacho del Solar (Lima, Perú, 24 de octubre de 1993) es una deportista australiana, de origen peruano, que compite en voleibol, en la modalidad de playa.
Participó en los Juegos Olímpicos de Tokio 2020, obteniendo una medalla de plata en el torneo femenino (haciendo pareja con Taliqua Clancy). Ganó una medalla de bronce en el Campeonato Mundial de Vóley Playa de 2019.

## Palmarés internacional
| Juegos Olímpicos   | Juegos Olímpicos    | Juegos Olímpicos  | Juegos Olímpicos |
| Año                | Lugar               | Medalla           | Pareja           |
| ------------------ | ------------------- | ----------------- | ---------------- |
| 2020               | Tokio (Japón)       | Medalla de plata  | Taliqua Clancy   |
| Campeonato Mundial |                     |                   |                  |
| Año                | Lugar               | Medalla           | Pareja           |
| 2019               | Hamburgo (Alemania) | Medalla de bronce | Taliqua Clancy   |